# Distretto di Nalanda
Nalanda è un distretto dell'India di 2 368 327 abitanti, che ha come capoluogo Bihar Sharif.